# Wagner Township (comté de Clayton, Iowa)
Wagner Township est un township, du comté de Clayton en Iowa, aux États-Unis,.
Le township est organisé en 1852. Il est nommé en référence à John Wagner, Sr., un pionnier qui s'est installé en 1846.

## Source de la traduction
- (en) Cet article est partiellement ou en totalité issu de l’article de Wikipédia en anglais intitulé « Wagner Township, Clayton County, Iowa » (voir la liste des auteurs).